# NGC 4559
NGC 4559 es una galaxia espiral situada en la constelación de Coma Berenices al alcance de telescopios de aficionado, a una distancia de entre 20 y 35 millones de años luz (más posiblemente a la segunda distancia sobre la base de su desplazamiento al rojo). Es un miembro de la nube de galaxias Coma I, a la que pertenece también por ejemplo NGC 4565, y que parece estar en proceso de acercamiento y eventual fusión con el vecino Cúmulo de Virgo.
Se trata de una galaxia de tipo tardío, con un núcleo muy pequeño y clasificada cómo intermedia entre una galaxia espiral normal y otra con barra y con un anillo interno mal definido.
Cómo en otras muchas galaxias de tipo tardío y relativamente aisladas, el hidrógeno neutro de NGC 4559 ocupa un área mucho mayor que la ocupada por las estrellas, y en este caso se extiende también más allá del plano de la galaxia.
Una supernova (SN1941a) ha sido registrada en esta galaxia.